# إيميليا بيريز
إيميليا بيريز (بالإسبانية: Emilia Pérez)‏ هو فيلم كوميدي موسيقي مكسيكي فرنسي أنتج عام 2024 من تأليف وإخراج جاك أوديار. شارك في بطولته زوي سالدانيا، كارلا صوفيا جاسكون، سيلينا غوميز وإدغار راميريز. ساهمت المطربة الفرنسية كاميلي في تقديم الأغاني الأصلية للفيلم.
عُرض الفيلم لأول مرة في 18 مايو 2024 في الدورة السابعة والسبعين لمهرجان كان السينمائي، واختير للمنافسة على جائزة السعفة الذهبية في فئة المسابقة الرئيسية حيث فاز بجائزة لجنة التحكيم وفازت فرقته النسائية بجائزة أفضل ممثلة.

## القصة الرئيسية
تُكلّف امرأة بمساعدة زعيم عصابة مكسيكي هارب على إجراء جراحة تغيير الجنس للتهرب من السلطات وتأكيد جنسها.

## الممثلون
- زوي سالدانيا بدور ريتا مورو كاسترو
- كارلا صوفيا غاسكون بدور إيميليا بيريز/ جوان ديل مونتي "Small Hands" [6]
- أدريانا باز بدور إبيفانيا
- سيلينا غوميز بدور جيسي ديل مونتي
- إدغار راميرز بدور غوستافو
- مارك إيفانير بدور الدكتور وازيرمان
- جيمس غيرارد
- شيراز تسارفاتي
- وناس باز بينافيدس[7]

## الإطلاق
اختير فيلمإيميليا بيريز للمنافسة على جائزة السعفة الذهبية في مهرجان كان السينمائي 2024، حيث كان عرضه العالمي الأول في 18 مايو 2024.  وقف الحضور للفيلم بحفاوة بالغة لمدة تسع دقائق  أو قيل 11 دقيقة. 
تولّت شركة فيتيرانز المبيعات العالمية. تغلّبت نيتفلكس على الديد من الاستديوهات لتنال حقوق التوزيع في أمريكا الشمالية والمملكة المتحدة بمبلغ 12 مليون دولار.
على موقع روتن توميتوز، حصل الفيلم على نسبة موافقة 88% بناءً على 26 مراجعة، بمتوسط تقييم 7.3/10. في موقع ميتاكريتيك، حصل الفيلم على متوسط 70 نقطة من أصل 100، بناءً على 17 مراجعة نقدية تشير إلى المراجعات "الإيجابية بشكل عام".

## الجوائز والترشيحات
| قائمة الجوائز والترشيحات            | قائمة الجوائز والترشيحات             | قائمة الجوائز والترشيحات                                   | قائمة الجوائز والترشيحات | قائمة الجوائز والترشيحات |
| الجائزة                             | الفئة                                | المستلم                                                    | النتيجة                  | م.                       |
| ----------------------------------- | ------------------------------------ | ---------------------------------------------------------- | ------------------------ | ------------------------ |
| مهرجان كان السينمائي                | السعفة الذهبية                       | جاك أوديار                                                 | رُشِّح                      | [ 12 ]                   |
| مهرجان كان السينمائي                | جائزة لجنة التحكيم                   | جاك أوديار                                                 | فوز                      | [ 13 ]                   |
| مهرجان كان السينمائي                | أفضل ممثلة                           | أدريانا باز، زوي سالدانيا كلارا صوفيا غاسكون، سيلينا غوميز | فوز                      | [ 13 ]                   |
| مهرجان كان السينمائي                | سعفة كوير                            | جاك أوديارد                                                | رُشِّح                      | [ 14 ]                   |
| مهرجان كان السينمائي                | أفضل موسيقى تصويرية                  | كاميلي وكليمنت دوكول                                       | فوز                      | [ 15 ]                   |
| جوائز الأكاديمية البريطانية للأفلام | أفضل فيلم                            | إيميليا بيريز                                              | رُشِّح                      | [ 16 ]                   |
| جوائز الأكاديمية البريطانية للأفلام | أفضل مخرج                            | جاك أوديار                                                 | رُشِّح                      | [ 16 ]                   |
| جوائز الأكاديمية البريطانية للأفلام | أفضل ممثلة                           | كارلا صوفيا غاسكون                                         | رُشِّح                      | [ 16 ]                   |
| جوائز الأكاديمية البريطانية للأفلام | أفضل ممثلة مساعد                     | زوي سالدانيا                                               | فوز                      | [ 16 ]                   |
| جوائز الأكاديمية البريطانية للأفلام | أفضل ممثلة مساعد                     | سيلينا غوميز                                               | رُشِّح                      | [ 16 ]                   |
| جوائز الأكاديمية البريطانية للأفلام | أفضل سيناريو مقتبس                   | جاك أوديار                                                 | رُشِّح                      | [ 16 ]                   |
| جوائز الأكاديمية البريطانية للأفلام | أفضل فيلم غير ناطق باللغة الإنجليزية | إيميليا بيريز                                              | فوز                      | [ 16 ]                   |
| جوائز الأكاديمية البريطانية للأفلام | أفضل تصوير سينمائي                   | إيميليا بيريز                                              | رُشِّح                      | [ 16 ]                   |
| جوائز الأكاديمية البريطانية للأفلام | أفضل تحرير                           | إيميليا بيريز                                              | رُشِّح                      | [ 16 ]                   |
| جوائز الأكاديمية البريطانية للأفلام | أفضل مكياج وشعر                      | إيميليا بيريز                                              | رُشِّح                      |                          |
| جوائز الأكاديمية البريطانية للأفلام | أفضل موسيقى تصويرية أصلية            | إيميليا بيريز                                              | رُشِّح                      |                          |

## روابط خارجية
- إيميليا بيريز  على قاعدة بيانات الأفلام على الإنترنت (بالإنجليزية).[1]

1. ↑  قاعدة بيانات الفيلم (باللغات المتعددة), QID:Q20828898